# بانو آثائیا
بانو آثائیا (مراتی: भानु अथैय्या؛ زادهٔ ۲۸ آوریل ۱۹۲۹) یک طراح صحنه و لباس اهل هند است.